# رازغاه
رازغاه هي قرية في مقاطعة سردشت، إيران. يقدر عدد سكانها بـ 173 نسمة بحسب إحصاء 2016.